# هدیفان
هدیفان  (به انگلیسی: Hedyphane) با فرمول شیمیایی [CaPb)5 [Cl-(AsO4)3) از مجموعه کانی هاست و از واژه‌های یونانی Hedus یعنی مطلوب و کلمه phainein بمعنای ظاهر شدن اخذ شده‌است. شبیه میمتیت CaO:۱۳٫۱٪  و ترکیب آن مشابه میمتیت است. برای اولین بار در چک اسلواکی کشف شد و از نظر شکل بلور: منشوری، رنگ: سفید - سفید متمایل به زرد - متمایل به آبی، شفافیت: نیمه شفاف، شکستگی: صدفی - نامنظم، جلا: چرب، رخ: ندارد، سیستم تبلور: هگزاگونال و در رده‌بندی آرسنیات است همچنین خاصیت مغناطیسی ندارد و منشأ تشکیل آن ثانوی است.
همایند کانی‌شناسی (پارانژ) آن - گالن- پیرومرفیت- پسیلوملان است
، از نظر ژیزمان بلوری - آگرگات توده‌ای - دانه‌ای کمیاب است و بیشتر در سوئد، چک اسلواکی، آمریکا یافت می‌شود.

## منبع
- پردیس کشاورزی ایران